# Parcs des montagnes Rocheuses canadiennes
Les parcs des montagnes Rocheuses canadiennes sont, avec leurs glaciers, lacs, chutes, canyons et grottes calcaires, inscrits sur la liste du patrimoine mondial de l’UNESCO.
Ils  comprennent : 
- les parcs nationaux de Colombie-Britannique et d’Alberta : parc national de Banff, parc national de Jasper, parc national de Kootenay et parc national de Yoho (inscription en 1984) ;
- les parcs provinciaux de la Colombie-Britannique : Hamber, Mont-Assiniboine et Mont-Robson (inscription en 1990).

## Histoire
En 1980, l'Unesco choisit les schistes de Burgess, qui sont situés dans le parc national de Yoho, comme site du patrimoine mondial.
Le site a été inscrit en 1984 ; il comprenait à l'époque les parcs nationaux de Banff, Jasper, Yoho et Kootenay. En 1990, il fut agrandi à trois parcs provinciaux de la Colombie-Britannique, soit les parcs provinciaux du Mont Assiniboine, du Mont Robson et de Hamber.  Les schistes de Burgess furent inclus dans le site agrandi.

## Proposition d'extension
Le Canada étudie la possibilité d'agrandir le site du patrimoine mondial aux parcs provinciaux de Elk Lakes, Height of the Rockies et Peter Lougheed, au parc provincial sauvage Willmore et aux aires sauvages de Ghost River et de White Goat.  L'ajout de ces 6 aires protégées aurait pour effet d'agrandir de 25 % la superficie du site.